# 原貢
原 貢（はら みつぐ、1936年〈昭和11年〉3月30日 - 2014年〈平成26年〉5月29日）は、佐賀県神埼郡三田川町（現：吉野ヶ里町）出身のアマチュア野球監督・社会人野球選手。東海大学硬式野球部名誉総監督。
長男は元プロ野球選手・監督の原辰徳。孫（長女の長男）はプロ野球選手の菅野智之。

## 来歴
佐賀県立鳥栖工業高校卒業、立命館大学中退。社会人野球の東洋高圧大牟田を経て、福岡県立三池工業高等学校野球部監督に就任。1965年に無名校を初出場にして夏の甲子園大会の優勝へと導き、三池工フィーバーを起こした。
その後、三池工での戦いぶりと原の生き様に感銘を受けた東海大学の創設者：総長松前重義の招きで1966年12月9日に大牟田を発ち、翌10日に神奈川県着。同日から東海大学付属相模高等学校野球部監督に就任。東海大相模の名を全国に轟かせ、神奈川高校野球界の勢力図を塗り替える。
1976年11月16日に翌1977年より長男：辰徳の進学と共に東海大学硬式野球部監督に就任することが発表された。首都大学リーグ7連覇を達成。辰徳が読売ジャイアンツ入りすることが決まった直後の1980年12月19日に東海大相模監督に復帰した。1984年から東海大学系列校野球部総監督。1990年春から東海大監督に復帰、6度のリーグ優勝に導き、1996年10月29日に勇退を表明した。以降は再び東海大学系列校野球部総監督だった。
2014年5月4日に心筋梗塞のため、神奈川県内の病院に入院した。同月29日午後10時40分に心不全で死去したことが、同月31日に発表された。法名は熱球院釋貢勝（ねっきゅういんしゃくこうしょう）。没後に生前の功績を讃えられ、東海大学：松前達郎総長から『東海大学野球部名誉総監督』の称号が追贈された。
2015年6月8日に、2015年度の育成功労賞を受賞することが日本高等学校野球連盟と朝日新聞社から発表された。同年8月15日に阪神甲子園球場で表彰式が行われ、長男の辰徳が代理として出席し、「天国より大変喜んでいると思う」と感謝の言葉を述べた。

## 監督としての特徴・人物
1974年に長男の辰徳が東海大相模に入学し、「親子鷹」としても話題となるが、辰徳には野球部内では親子の関係を一切断ち切るなど厳しい条件を押し付けた。練習では何度も辰徳に対して鉄拳を浴びせ、ほかの選手の襟を正すための手本とさせた。
守備に重点を置いた厳しい指導を行う一方、1970年代の指導者にしては珍しく練習中の水分補給を認めたり（当時は「水を飲むと動きが鈍くなる」「飲むような奴は根性が無い」というのが通説となっていた）塩を舐めさせたりするなど、進歩的な考えも併せ持っていた。また野球部の練習が休みで辰徳が自宅に帰ってきた際には、夕食で辰徳におかずを勧めるなど、温厚な父親の顔を見せていた。辰徳曰く「悪い言葉で言えば二重人格、よく言えば切り替えの名人」。
孫の菅野智之が、2011年のドラフトで読売ジャイアンツの単独指名を受けるとみられていたが、北海道日本ハムファイターズが強行指名し交渉権を獲得したことについて「日本ハムからあいさつが一言もなかった。これは人権蹂躙」「あいさつもなしに指名するなんて“だまし討ち”」だと憤った。

## 甲子園での成績
- 三池工：出場1回・5勝0敗・優勝1回（春：出場なし/夏：出場1回・5勝0敗・優勝1回）
- 東海大相模：出場8回・12勝7敗・優勝1回・準優勝1回（春：出場2回・3勝2敗・準優勝1回/夏：出場6回・9勝5敗・優勝1回）
- 通算：出場9回・17勝7敗・優勝2回・準優勝1回